# Juan Lecca
Juan Lecca (Callao, 3 de diciembre de 1922 - 2 de noviembre de 2001) fue un futbolista peruano que jugaba como delantero e hizo su carrera en clubes de Perú, Colombia y México. Fue hermano de los también futbolistas Rufino Lecca, Nicolás Lecca y Abelardo Lecca. Era conocido como el “peoncito de oro” por su intenso trajinar dentro del campo, de buen servicio y remate. A pesar de su corta estatura anotaba grandes goles con golpe de cabeza.

## Trayectoria
Llegó en 1945 al Club Atlético Chalaco de la Primera División del Perú donde fue campeón del torneo de 1947. Al año siguiente fue subcampeón del torneo de 1948 con el cuadro rojiblanco.
Previo al Campeonato Sudamericano 1949 en Brasil fue uno de los siete jugadores de la selección nacional que fueron castigados por escaparse de la concentración. Ese año emigró a Colombia durante la época denominada "El Dorado" y jugó en Once Deportivo de Manizales hoy llamado Once Caldas. En un partido ante Millonarios Fútbol Club de Alfredo Di Stéfano, Adolfo Pedernera, Néstor Raúl Rossi, e Ismael Soria; según la información recogida por el diario limeño  La Crónica, Lecca fue nombrado el mejor jugador del partido por el diario  El Tiempo de Bogotá, a pesar de que su equipo cayó 2 a 5.
Tras un breve retorno al Club Atlético Chalaco volvió a Colombia para jugar en Deportivo Cali. Luego viajó a México en 1953 para jugar en Tampico que en el torneo de Primera División 1953-54 finalizó en cuarto lugar. En 1958 regresó a Perú a jugar en Mariscal Castilla.
Tras su retiro fue entrenador del Club Atlético Chalaco en 1985.

## Clubes

### Como jugador
| Club              | País     | Año         |
| ----------------- | -------- | ----------- |
| Atlético Chalaco  | Perú     | 1945 − 1948 |
| Once Deportivo    | Colombia | 1949 − 1951 |
| Atlético Chalaco  | Perú     | 1951        |
| Deportivo Cali    | Colombia | 1952 − 1953 |
| Tampico           | México   | 1953 − 1958 |
| Mariscal Castilla | Perú     | 1958        |

## Palmarés

### Títulos nacionales
| Título           | Club             | País | Año  |
| ---------------- | ---------------- | ---- | ---- |
| Primera División | Atlético Chalaco | Perú | 1947 |